# Tennis Open Karlsruhe 2023
Il Tennis Open Karlsruhe 2023 è stato un torneo maschile di tennis giocato sulla terra rossa. È stata la 1ª edizione del torneo, facente parte della categoria Challenger 75 nell'ambito dell'ATP Challenger Tour 2023. Si è giocato al Tennisclub Rüppurr 1929 e.V. di Karlsruhe, in Germania, dal 3 al 9 luglio 2023.

## Partecipanti

### Teste di serie
| Nazionalità | Giocatore           | Ranking* | Testa di serie |
| ----------- | ------------------- | -------- | -------------- |
| Ungheria    | Zsombor Piros       | 112      | 1              |
|             | Pavel Kotov         | 116      | 2              |
| Spagna      | Pedro Martínez      | 122      | 3              |
| Italia      | Giulio Zeppieri     | 125      | 4              |
| Brasile     | Thiago Seyboth Wild | 131      | 5              |
| Kazakistan  | Timofej Skatov      | 138      | 6              |
|             | Ivan Gakhov         | 143      | 7              |
| Cile        | Alejandro Tabilo    | 144      | 8              |

* Ranking al 26 giugno 2023.

### Altri partecipanti
I seguenti giocatori hanno ricevuto una wild card per il tabellone principale:
- Liam Gavrielides
- Henri Squire
- Marko Topo

I seguenti giocatori sono passati dalle qualificazioni:
- Oriol Roca Batalla
- Dali Blanch
- Tim Handel
- Denis Yevseyev
- Akira Santillan
- Hady Habib

## Punti e montepremi
| Torneo    | Torneo              | V     | F     | SF    | QF    | 2T    | 1T  | Q | Q2  | Q1  |
| Singolare | Punti               | 75    | 50    | 30    | 16    | 7     | 0   | 4 | 2   | 0   |
| Singolare | Premi in denaro (€) | 9,880 | 5,820 | 3,450 | 2,000 | 1,165 | 720 | – | 360 | 185 |
| Doppio    | Punti               | 75    | 50    | 30    | 16    | –     | 0   | – | –   | –   |
| Doppio    | Premi in denaro (€) | 4,250 | 2,450 | 1,480 | 880   | –     | 500 | – | –   | –   |

## Campioni

### Singolare
Alejandro Tabilo ha sconfitto in finale  Giulio Zeppieri con il punteggio di 2–6, 1–0 rit.

### Doppio
Neil Oberleitner /  Tim Sandkaulen hanno sconfitto in finale  Vít Kopřiva /  Michail Pervolarakis con il punteggio di 6–1, 6–1.